# Las Minas (huyện)
Huyện Las Minas là một huyện (distrito) thuộc tỉnh Herrera ở Panama. Theo điều tra dân số năm 2000, huyện này có dân số 7945 người. Huyện Las Minas có diện tích 437 km². Huyện lỵ đóng tại Las Minas.